# Halle267 – Städtische Galerie Braunschweig

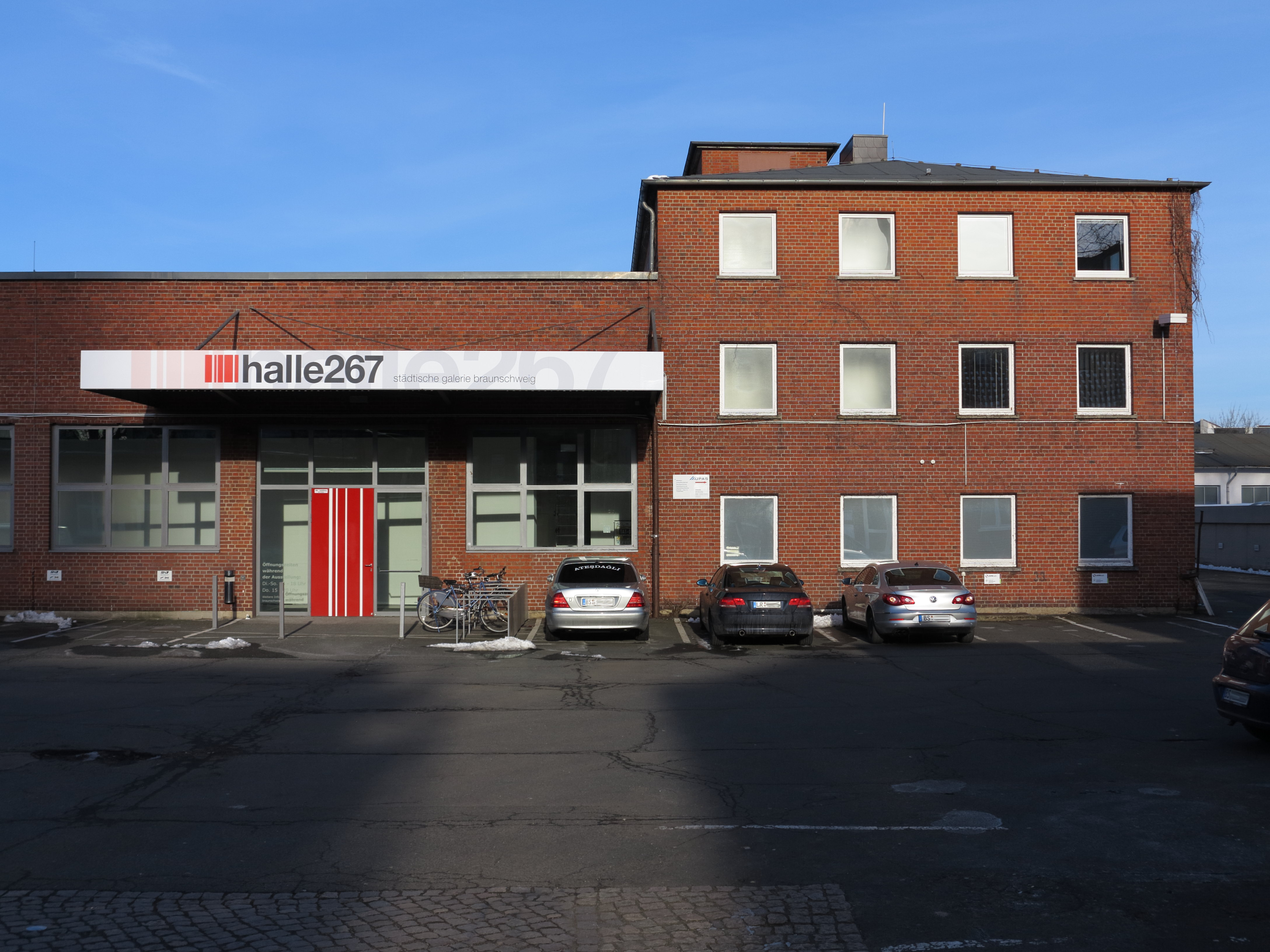
Die Halle267

Die Halle267 – Städtische Galerie Braunschweig ist eine städtische Ausstellungshalle an der Hamburger Straße im Nördlichen Ringgebiet in Braunschweig. Diese gibt Künstlern aus der Region sowie der Hochschule für Bildende Künste Braunschweig, dem Museum für Photographie Braunschweig und dem Kunsthaus BBK die Möglichkeit, Kunstausstellungen durchzuführen. Auch Kunstmessen sind vorgesehen.
Die Räume der Galerie eignen sich besonders für eine Ausstellung von großformatigen Werken sowie Installationen.

## Geschichte
Bei dem Gebäude an der Hamburger Straße 267 handelt es sich um ein ehemaliges Industriegebäude, das von der Stadt Braunschweig übernommen wurde und seit 2014 als städtische Ausstellungshalle genutzt wurde. Sie trug den Namen Ausstellungshalle Hamburger Straße 267. Dort fanden vereinzelte Kunstausstellungen und Sonderausstellungen des Naturhistorischen Museums Braunschweig statt.
Um den großen Bedarf an geeigneten Ausstellungsräumen für Künstler in Braunschweig zu einem Teil zu decken, beschloss man 2017 eine Änderung des Konzepts der Ausstellungshalle zu einer reinen Kunsthalle.
Mit der Einzelausstellung „Großer Wurf 1“ der Braunschweiger Künstlerin Hanna Nitsch wurde die Halle267 am 25. Januar 2018 unter Beteiligung der Braunschweiger Dezernentin für Kultur und Wissenschaft Anja Hesse offiziell eröffnet und erhielt einen neuen Namen. 2018 soll die Städtische Galerie zunächst in einer Pilotphase betrieben werden und ab 2019 in den regulären Betrieb übergehen. Bereits Anfang 2018 waren alle Ausstellungszeiträume für das laufende Jahr vergeben.